# Коледата е възможна
„Коледата е възможна“ е български телевизионен филм (комедия, романтичен) от 2001 година на режисьора Христиан Ночев, по сценарий на Симон Еди Шварц. Оператор е Антон Бакарски. Музиката е на композитора Румен Бояджиев, а художници са Ирина Кочева и Хана Тодорова.
Филмът е по сюжет на Симон Еди Шварц и Христиан Ночев..

## Актьорски състав
| Изпълнител        | Роля                                |
| ----------------- | ----------------------------------- |
| Христо Шопов      | Красимир брат на Светла             |
| Виктор Калев      | Панайот съпруг на Светла            |
| Мариана Станишева | Светла съпруга на Панайот           |
| Юлиан Вергов      | Стефан брат на Светла               |
| Койна Русева      | Галя приятелката на Стефан          |
| Мария Бакалова    | Роси                                |
| Симон Еди Шварц   |                                     |
| Надежда Иванова   | Елена любовница на Стефан           |
| Наум Шопов-младши | Иво син на Панайот                  |
| Еди Симон Шварц   | Жоро син на Панайот                 |
| Любомир Нейков    | дядо Коледа                         |
| Албена Михова     | Снежанка                            |
| Цветанка Славчева | продавачка                          |
| Николай Клисуров  | дядо №1                             |
| Иван Джамбазов    | дядо №2                             |
| Константин Коцев  | бай Спас                            |
| Иван Кирилов      | шофьор                              |
| Огнян Желязков    | пияница №1                          |
| Детелин Кандев    | пияница №2                          |
| Пламен Манасиев   | Валентин майстор                    |
| Християн Ночев    | гумаджия                            |
| Никола Рударов    | магазинер                           |
| Димитър Бакалов   | полицай                             |
| Калин Сърменов    | катаджия                            |
| Димитър Бакалов   | полицай                             |
| Деян Мачев        | доктор                              |
| Стефан Спасов     | Николай интимен приятел на Красимир |
| Надя Тодорова     | медицинската сестра                 |
| Марин Димитров    | кибик                               |
| Страхил Предов    | кибик                               |

## Награди
- Награда на СБФД за сценарий, Награда на Съюза на артистите в България за Христо Шопов, МТФ „Златна ракла“, 2001